# Маслобойщиков, Сергей Владимирович
Сергей Владимирович Маслобойщиков (укр. Сергій Володимирович Маслобойщиков; род. 18 августа 1957, Киев) — советский и украинский актёр, художник театра, кино- и театральный режиссёр.

## Биография
Родился 18 августа 1957 в Киеве. Отец — фронтовик, после войны не имея образования служил не только актёром, но и художником, и завпостом в Львовском театре Советской армии, который тогда базировался в Киеве, мать тоже была актрисой.
В юности в 1971—1976 годах сыграл ряд ролей в фильмах Киевской киностудии им. Довженко, в подростковой актёрской истории — более восьми ролей.
После срочной службы в Советской армии поступил на факультет графики Киевского художественного института (курс Т. А. Ляшука, выпуск 1981 года).
В 1981-1983 годах — художник-постановщик киевского Театра эстрады. В 1984-87 годах киевского Молодого театра,
Поступил на режиссёрский факультет Киевского театрального института им. И.Карпенко-Карого, на курс к В. Б. Кисину, но проучился там лишь год.
Решил поступать в Москве на Высшие курсы сценаристов и режиссёров, которые окончил в 1989 году (мастерская Р. Балаяна). Его учебные короткометражные фильмы «Сельский врач» и «Иной» не только были отмечены призами внутреннего Кинофестиваля Высших курсов, но и второй фильм получил Приз за лучший игровой фильм Международного кинофестиваля 'ВГИК-92".
Начиная с 1990-х годов работал режиссёром телепрограмм и документальных проектов канала «1+1». Так в 1997—1998 годах снял серию телепрограмм «Монологи», документально-игровой фильм «От Булгакова» удостоен Приза жюри Кинофестиваля «Киношок» (2000).
Снял два полнометражных художественных фильма «Певица Жозефина и мышиный народ» (1994) и «Шум ветра» (2002), имевших успешную фестивальную историю и получивших положительные отзывы критики.
Киновед Оксана Мусиенко в 2008 году отмечала, что современное украинское кино пребывает в состоянии стагнации «И может поэтому, в украинском кино, несмотря на его малочисленность, куда более интересны режиссёры, которые имеют почерк, являются авторами, стремятся искать своё и в своем… Кира Муратова, Сергей Маслобойщиков, Александр Шапиро…».

Киевский художник, театральный и кинорежиссёр Сергей Маслобойщиков пытается на свой лад обрести киноязык вне «поэтической традиции». Работает он медленно и дотошно. После нашумевшей экранизации по мотивам Кафки «Певица Жозефина и мышиный народ» (1994) с головой ушел в театр.— Дмитрий Десятерик, журнал «Искусство кино», 2002
Однако, в дальнейшем в сфере художественного кино не работал, сосредоточившись на театре.
Как театральный режиссёр он поставил около 20 спектаклей в Национальном драматическом театре им. И. Франко, киевском Молодом театре, Театре им. Леси Украинки, Театре на Подоле.
Черырежды лауреат театральной премии «Киевская пектораль» за лучшую режиссёрскую работу за спектакли «Дон Жуан» (1997) и «Гедда Габлер» (2001) в киевском Молодом театре, «Буря» (2011) в Национальном драматическом театре им. И. Франко и лучшую сценографию за балет «За двумя зайцями» в Национальном театре оперы и балета им. Т. Шевченко (2018).
В 2021 году стал лауреатом Национальной премии Украины имени Тараса Шевченко за спектакль «Verba» по мотивам драмы-феерии Леси Украинки «Лесная песня».
С 2016 года — преподаватель кафедры сценографии Национальной академии изобразительного искусства и архитектуры.

## Личная жизнь
Жена — актриса Алла Сергийко, с которой познакомился в середине 1980-х, сыграла главные роли в его фильмах.

## Фильмография

### Актёр
- 1971 — Второе дыхание — Алеша, рабочий, сын Василия Черемашко
- 1971 — Ни дня без приключений — Адик
- 1972 — Вера, Надежда, Любовь — «Гнедой»
- 1973 — Домино — Бад Бентон
- 1974 — Земные и небесные приключения — Рома
- 1976 — Остров юности — Борис

### Режиссёр
- 1994 — Певица Жозефина и мышиный народ / Josephine, the Singer and Mice People (Украина, ФРГ)
- 2002 — Шум ветра (Украина)